# 诸行无常
诸行无常為佛教的三法印之一。诸行无常是说一切世间法无时不在生住异灭中，过去有的，现在起了变化；现在有的，将来终归幻灭。三法印的真谛必须要通过正法实修来证得。